# Christina Onassis
Christina Onassis (em grego Χριστίνα Ωνάση; Nova Iorque, 11 de dezembro de 1950 — Buenos Aires, 19 de novembro de 1988) foi a filha e herdeira do bilionário Aristóteles Onassis e de sua primeira esposa, Athina Livanos. Manteve dupla nacionalidade argentina e grega.
O seu único irmão, Alexander Onassis (1948–1973), morreu num acidente aéreo. No começo da década de 1980 ela se juntou à Fundação Alexander Onassis como presidente do grupo de caridade formado em memória de seu falecido irmão.

## Infância e adolescência
Christina era, na infância, uma criança desajeitada. Aos dezessete anos, Christina fez uma cirurgia plástica para encolher seu nariz e para remover os anéis negros abaixo de seus olhos.
Aos dois anos, em Hamburgo, Christina, nos braços do pai, quebrou a garrafa de champanhe que batizou o maior barco cargueiro de todos os tempos, o "Tina Onassis". E aos cinco, assistiu ao casamento da atriz Grace Kelly com o príncipe Rainier III de Mônaco.
Quando seu pai se casou com Jacqueline Kennedy, viúva do Presidente dos Estados Unidos John F. Kennedy, Onassis evitava ficar perto de sua madrasta e passava a maior parte do tempo viajando e fazendo compras. Então ela se mudou para Londres e frequentou Queen's College, onde estudou moda. Ela terminaria sua educação poucos meses mais tarde, aos dezenove anos.

## Casamentos
Christina teve quatro casamentos, e todos terminaram em divórcio. Os primeiros três maridos foram: Joseph Bolker, Alexandros Andreadis e Sergei Kauzov. Joseph Bolker era um corretor de imóveis, vinte e sete anos mais velho do que ela. O primeiro casamento, ocorrido em 27 de julho de 1971, só durou nove meses. Para melhorar sua identidade e conquistar aprovação da mídia, Christina trabalhou na sede de seu pai em Mônaco; primeiro como secretária e depois como uma empresária, pois revelou ser inteligente e competente no mundo dos negócios.
Em 22 de julho de 1975 Christina casou-se com Alexandros Andreadis. Eles se divorciaram em 1977. No dia 1º de agosto de 1978, em Moscou, ela desposou o russo Sergei Kauzov, mas o terceiro relacionamento também durou pouco.
Foi com seu quarto e último marido, Thierry Roussel, que ela teve sua única filha, Athina Roussel, nomeada a partir de sua mãe. Christina submeteu-se a um tratamento contra infertilidade para engravidar. Quando ela descobriu que Thierry estava tendo um caso com a modelo sueca Marianne "Gaby" Landhage, que tinha acabado de dar à luz um menino, ela não pediu o divórcio imediatamente. Ao invés disso, ela oferecia dinheiro para que Roussel não a abandonasse. Naquele tempo, Athina Roussel tinha apenas seis meses de vida. Dois anos depois, nasceu a filha de Gaby e Thierry, Sandrine. Embora o divórcio tivesse ocorrido em 1987, Christina insistia em pagar cem mil dólares para ter relações sexuais com Thierry.
Outros motivos para o divórcio, mas não tão significativos, foram as constantes discussões sobre o que seria melhor para Athina; Christina achava que fornecer uma atmosfera estável a sua filha comprando presentes, brinquedos e roupas era a maneira correta. Uma vez ela disse: "Eu moverei o céu e a Terra para parar minha infelicidade continuando com Athina". Divorciada, ela passava o tempo morando entre Paris e Sankt-Moritz.

## Perda da família
Na década de 1970 Christina Onassis perdeu toda a sua família. A saúde de seu pai começou a deteriorar após a morte de Alexandros (ou Alexander) em 1973, e sua mãe cometeu suicídio em 1974. Aristóteles morreu em março de 1975. Naquele tempo, Christina praticamente afundou na depressão e começou a usar uma variedade de drogas, entre anfetaminas e barbitúricos. Começou também a beber muito.
Christina morreu de edema pulmonar, aos 37 anos. Seu corpo foi encontrado na banheira do quarto de hotel em que estava, em Buenos Aires, na Argentina. Especialistas dizem que sua prematura morte foi causada por constante uso de drogas e por dramáticas mudanças de peso. Seu corpo está enterrado no cemitério da ilha de Skorpios. O cantor espanhol Joaquín Sabina dedicou a Onassis a canção Pobre Cristina, incluída em seu disco Mentiras Piadosas (1990).

## Joias
Em abril de 2008, foi anunciado que parte da coleção de joias deixadas por Christina à sua filha Athina iria a leilão em 11 de junho, na Christie's. São aproximadamente quarenta joias, entre anéis, brincos e colares de diamante, cujo mercado tem estado mais forte nos últimos anos. Um diamante em forma de pera de 38 quilates que pertenceu a Christina foi avaliado em 2,2 milhões de libras esterlinas.